# Эдогава Рампо
Эдогава Рампо (яп. 江戸川 乱歩), настоящее имя Таро Хираи (яп. 平井 太郎 Хираи Таро:, 21 октября 1894 — 28 июля 1965) — японский писатель и критик, считающийся основателем современного японского детективного жанра.

## Биография
Таро Хираи родился в 1894 году в городке Набари префектуры Миэ. С 1912 по 1916 годы обучался на экономическом отделении Университета Васэда. После учёбы работал в качестве торгового агента, клерка, редактора журнала и корреспондента газеты.
В юности он являлся большим поклонником Эдгара По, поэтому его псевдоним Эдогава Рампо созвучен имени известного американского писателя.

«Человек-тень» — первая японская книга, которую я прочитал от начала до конца. Нравится мне Хираи Таро, недаром он взял такой псевдоним: Эдогава Рампо — Эдгар Аллан По.— Братья Стругацкие, «Хромая судьба»
В 1923 году Хираи написал свой первый рассказ — «Медная монета» (яп. 二銭銅貨 нисэн до:ка), который позднее был опубликован под псевдонимом Эдогава Рампо. Главным действующим лицом многих его произведений стал детектив Когоро Акэти.
В 1926 году Эдогава напечатал свой первый роман, а в 1931 году выпустил своё первое собрание сочинений. В 1947 году он стал одним из основателей «Клуба японских детективных писателей», а в 1954 году учредил литературную премию за лучшее произведение в детективном жанре.
Скончался Эдогава Рампо в 1965 году от инсульта.
В 1969 году на основе нескольких рассказов Эдогавы Рампо японский кинорежиссер Тэруо Исии, высоко ценивший творчество писателя, снял фильм «Избранное Эдогавы Рампо: Ужасы обезображенного народа (Кошмарные уроды, Ужасы бесформенных людей)» (1969).

## Переводы на русский язык
- Рампо Эдогава, Найо Марш, Росс Макдональд, «Чудовище во мраке», литературно-художественное издание. — М.: «Правда», 1990. ISBN 5-253-00143-3
- Рампо Эдогава, Психологический тест. Рассказы. Пер. с япон., предисл. и сост. Г. Дуткиной М.:Известия, 1989. −192 с. (Библиотека журнала «Иностранная литература») ISBN 5-206-00031-0
- Рампо Эдогава, Эндо Сюсаку, «Ад зеркал», сборник рассказов. — СП «Квадрат», 1991. ISBN 5-85202-072-9.
- Рампо Эдогава, «Игры оборотней», повести и рассказы. — СПб., 2003. ISBN 5-93699-064-8.
- Рампо Эдогава, «Вампир», книга — М.: Истари Комикс, 2020. ISBN 978-5-604-34449-1.
- Рампо Эдогава, «Чёрная ящерица», книга — М.: Истари Комикс, 2020. ISBN 978-5-907340-04-6.
- Рампо Эдогава, «Карлик», книга — М.: Истари Комикс, 2024. ISBN 978-5-907841-92-5.
- Рампо Эдогава, Демоны луны. Пер., коммент. Г. Б. Дуткина, Т. И. Редько-Добровольская — СПб.: Кристалл, 2000—104 с.